# アレクセイ・グリゴリエヴィチ・オルロフ
アレクセイ・グリゴリエヴィチ・オルロフ伯爵（ロシア語: Алексей Григорьевич Орлов, ラテン文字転写: Alexei Grigoryevich Orlov、1737年10月5日 - 1808年1月5日（グレゴリオ暦））は、ロシア帝国の軍人、政治家。エカチェリーナ2世の時代に活躍したオルロフ家出身。

## 概要
オルロフはロシア帝国陸軍に従軍していたが、兄グリゴリー・グリゴリエヴィチ・オルロフの影響で皇帝ピョートル3世を廃位してエカチェリーナ2世を女帝に即位させた1762年の宮廷クーデターの首謀者の1人になった。クーデターは成功し、ピョートル3世は投獄されアレクセイ・オルロフの監視におかれた。そして、オルロフがピョートル3世の殺害を命じたか、自ら行ったと広く信じられた。エカチェリーナ2世が即位すると、オルロフ家には褒賞が与えられ重用された。アレクセイは昇進して1768年から1774年までの露土戦争に参戦、1770年に艦隊を率いて地中海に遠征してチェシュメの海戦でオスマン艦隊を破った。この戦功により「チェスメンスキー」という尊称を与えられ、またギリシャではオスマン帝国に対するオルロフ反乱が勃発した。
オルロフは地中海に留まり、タラカノヴァ皇女というロシア帝位の僭称者を捕らえるよう命じられた。彼はタラカノヴァを誘惑してリヴォルノでロシアの船に乗るよう仕向け、そこで彼女を逮捕してロシアに連行した。しかし本国ではオルロフの兄がエカチェリーナ2世の寵愛を失ったため、オルロフ家の権勢も終わりを告げた。アレクセイは家畜のブリーダーとして知られるようになり、オルロフ・トロッターという馬の品種を作り出し、オルロフというニワトリの品種を広めた。エカチェリーナ2世が死去して息子のパーヴェル1世が即位すると、オルロフは出国したが、パーヴェル1世が死去すると帰国、以降1808年に死去するまでロシアに住んだ。

## 初期の経歴
1737年10月5日（グレゴリオ暦）、ロシア帝国トヴェリ県Lyubiniで大ノヴゴロド総督グリゴリー・イヴァノヴィチ・オルロフの息子、グリゴリー・グリゴリエヴィチ・オルロフの弟として生まれた。プレオブラジェンスキー連隊に所属した後、七年戦争に参戦して頭角を現し、1758年のツォルンドルフの戦いで負傷、1762年までに下士官になった。背がかなり高く、頬に傷跡があると形容され、「瘢痕顔」（scarface）というあだ名をつけられた。

## 1762年クーデターへの関与
オルロフは兄グリゴリーとともに1762年の宮廷クーデターに関与、皇帝ピョートル3世を廃位してその妻エカチェリーナ2世を女帝に即位させた。クーデターの最中、オルロフはペテルゴフ宮殿で寝室にいるエカチェリーナを見つけ、彼女に「夫人、あなたが統治するときが来ました」と宣告した。オルロフは馬車で彼女をサンクトペテルブルクに連れていき、近衛連隊はそこで彼女に忠誠を誓った。ピョートル3世は逮捕されロプシャに投獄され、オルロフが看守となった。ピョートル3世は同年7月17日にそこで死去したが、オルロフがエカチェリーナ2世の命令か独断でピョートル3世を殺害したと広く疑われている。例えば、エドワード・ラジンスキーの著書によると、オルロフはピョートル3世に毒入りのワインを与えたが、血管が焼けるように感じたためピョートル3世はもう一杯飲むことを拒否した。オルロフたちは武力でピョートル3世に飲ませようとしたが、ピョートル3世が必死に抵抗したため失敗に終わり、またピョートル3世に傷をつけることも回避したかったため、結局オルロフたちはピョートル3世を窒息死させた。ピョートル3世の死後、オルロフはエカチェリーナ2世に手紙を書き、ピョートル3世が酔って看守の1人フョードル・バリャチンスキーとけんかしたときに死亡したと述べ、責任を持った。この記述が事実かどうかは広く疑われ、公式ではピョートル3世が出血を伴う疝痛で死亡したと発表された。

## エカチェリーナ2世の治世

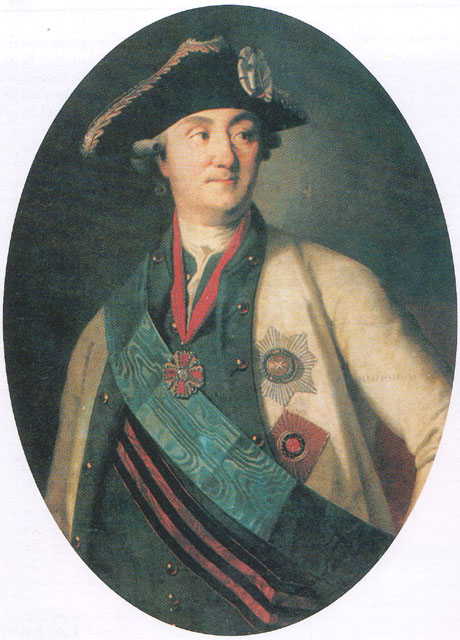
カール・ルートヴィヒ・クリスティネックによる肖像画、1779年。

エカチェリーナ2世が即位すると、オルロフ家には褒賞が与えられ重用された。オルロフは少将に昇進して伯爵に叙され、兄と合計で5万ルーブルと農奴800人を与えられた。外国語を話せず、正式な教育をほとんど受けなかったものの、オルロフは科学への興味を持ち、ミハイル・ロモノーソフやデニス・フォンヴィージンのパトロンになり、ジャン＝ジャック・ルソーとも文通した。領地経営では飼育に興味を持ち、オルロフ・トロッターという馬の品種を作り出し、オルロフというニワトリの品種を広めた。
1768年から1774年の露土戦争ではギリシャへの遠征を計画、ロシア帝国海軍の艦隊を率いて1770年7月5日のチェシュメの海戦でイギリスの海軍軍人の助力を借りてオスマン艦隊を撃破した。これにより1774年に「チェスメンスキー」という尊称と聖ゲオルギー勲章第1等を与えられた。この遠征によりギリシャでオルロフ反乱が勃発、初期は成功を収めたもののロシアからの支援が長続きしなかったためオスマン軍に鎮圧された。
エカチェリーナ2世は続いてオルロフにエリザヴェータ女帝の娘を称するタラカノヴァ皇女を捕らえてロシアに連行するよう命じた。オルロフはタラカノヴァ皇女の支持者を装って彼女を誘惑することに成功し、1775年5月にリヴォルノでロシア船に乗船させることに成功した。彼女はそこでサミュエル・グレイグ提督によって逮捕されロシアに連行、そこで投獄された後死亡した。直後にオルロフ家がエカチェリーナ2世の寵愛を失ったためオルロフと兄グリゴリーが罷免され、オルロフはモスクワ近くにある宮殿に引退してきらびやかな舞踏会や晩餐会を開催、自身を「モスクワで最も人気のある男」にした。

## 晩年
エカチェリーナ2世が1796年に死去すると新帝パーヴェル1世は父ピョートル3世を盛大な儀式で改めて埋葬、オルロフは棺桶の前にロシア皇帝の冠を持つよう命じられた。オルロフは一時パーヴェル1世を殺害した犯人の1人と疑われた。オルロフはパーヴェル1世の治世には出国していたが、パーヴェル1世が死去してアレクサンドル1世が即位すると帰国してモスクワに戻った。第四次対仏大同盟戦争中の1806年から1807年には自腹でモスクワ第5区の民兵を編成して指揮した。
1808年1月5日、モスクワで死去した。その遺産は500万ルーブルの価値があり、農奴が3万人もあった。

## 家族
1782年5月6日、エヴドキヤ・ニコラエヴナ・ロプーヒナと結婚、1男1女をもうけた。エヴドキヤは1786年にイヴァンを出産するときに死亡した。
- アンナ・オルロヴァ＝チェスメンスカヤ（英語版）（1785年 - 1848年）
- イヴァン（1786年 - 1787年）

ほかにもアレクサンドル・アレクセーエヴィチ・チェスメンスキー（1763年 - 1820年）という庶子がいたとされる。